# Медвежјегорск
Медвежјегорск (рус. Медвежьегорск) град је у Русији у Карелији и административни центар Медвежјегорск области. Са популацијом од 15,533 становника према цензусу из 2010. 

## Историја
Село се на овој локацији помиње већ у 17. веку. Између 1703–1710 и 1766–1769 постојала је фабрика у селу. Додељен је статус града 1916. тада познат као Медвежја Гора. Садашње име је додељено 1938. Током Другог светског рата град је окупиран од стране финске војке од 6. децембра 1941. до 23. јуна 1944. 

## Становништво
| 1939.  | 1959.  | 1970.  | 1979.  | 1989.  | 2002.  | 2010.  |
| ------ | ------ | ------ | ------ | ------ | ------ | ------ |
| 12.108 | 15.824 | 17.465 | 20.300 | 20.373 | 17.283 | 15.533 |